# Байтанат
Байтана́т (каз. Байтанат) — село у складі Бородуліхинського району Абайської області Казахстану. Входить до складу Зубаїрівського сільського округу.
Населення — 60 осіб (2021; 144 у 2009, 160 у 1999, 147 у 1989).
Національний склад станом на 1989 рік:
- казахи — 100 %